# James Hamilton, 1. Duke of Hamilton

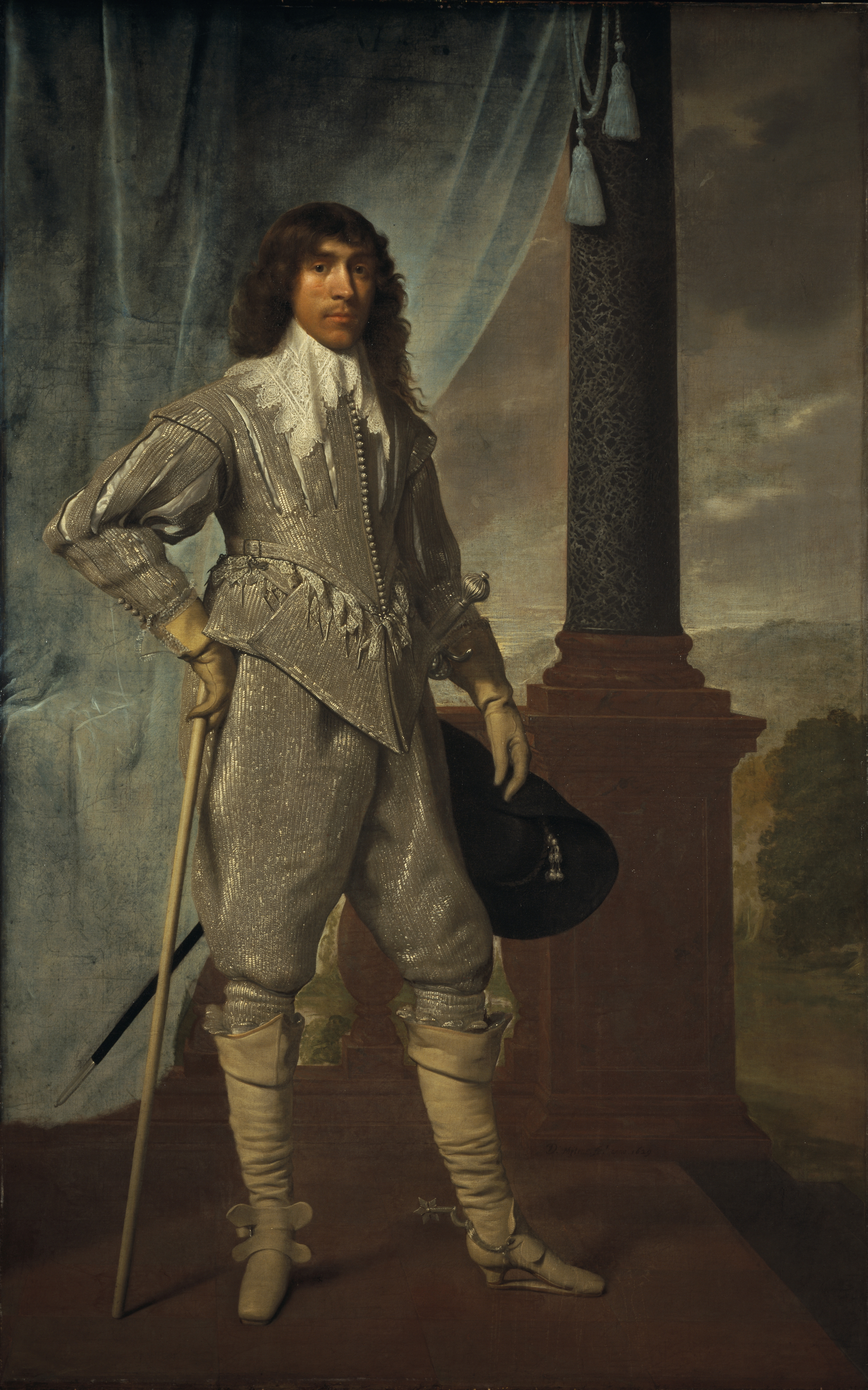
Daniel Mytens: James Hamilton, 1629, Schottische Nationalgalerie

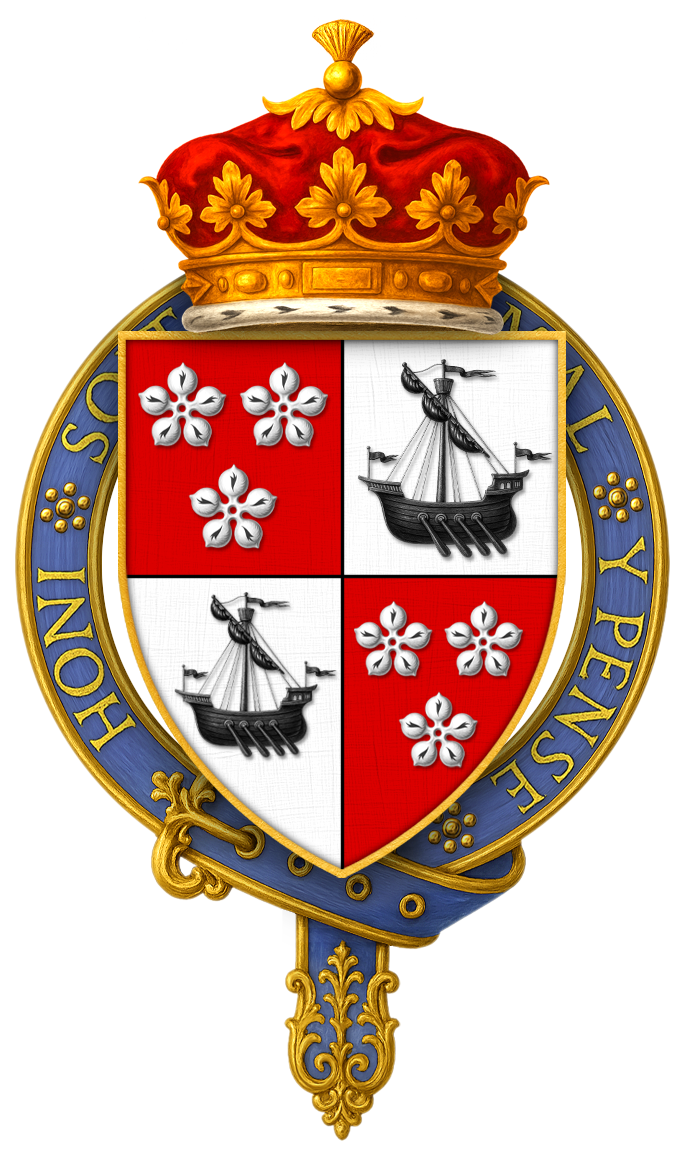
Wappen des James Hamilton, 1. Duke of Hamilton

James Hamilton, 1. Duke of Hamilton KG (* 19. Juni 1606 in Hamilton Palace; † 9. März 1649 in London) war ein schottisch-englischer Peer und schwedischer General im Dreißigjährigen Krieg.

## Leben
James Hamilton war der älteste Sohn des James Hamilton, 2. Marquess of Hamilton aus dessen Ehe mit Lady Anne Cunningham, Tochter des 7. Earl of Glencairn. Als Heir apparent seines Vaters führte er ab 1609 den Höflichkeitstitel Earl of Arran. Er wurde mit König Karl I. erzogen und stand zu demselben in den engsten persönlichen Beziehungen. Ab 1621 studierte er am Exeter College der Universität Oxford. Beim Tod seines Vaters erbte er 1625 dessen schottische Adelstitel als 3. Marquess of Hamilton, 5. Earl of Arran, 6. Lord Hamilton und 2. Lord Aberbrothwick, sowie dessen englische Adelstitel als 2. Earl of Cambridge und 2. Baron Innerdale. Er wurde dadurch Mitglied sowohl des schottischen als auch des englischen Parlaments. 1628 erhielt er das Hofamt eines Gentleman of the Bedchamber und zwischen 1628 und 1644 bekleidete er das Amt des Master of the Horse. 1630 wurde er als Knight Companion in den Hosenbandorden aufgenommen.
1631 trat er im Rang eines Generals in die Dienste des Schwedenkönig Gustav Adolf. Er brachte fünf Regimenter Engländer und Highlander mit, die er auf eigene Kosten, aber mit Unterstützung des Königs, angeworben hatte, und half, den Sieg in der Ersten Schlacht bei Breitenfeld zu erringen. Ende 1631/Anfang 1632 hielt Hamilton sich bei Magdeburg auf. Quartier nahm er dabei im nahe gelegenen Dorf Salbke. Mehrere seiner in dieser Zeit verfassten Briefe sind überliefert. Nach der Schlacht von Lützen im November 1632 zogen die Schweden in den süddeutschen Raum und nach ihrem von „entsetzlichen Greueltaten gekennzeichneten Marsch unter General Graf Horn am Oberrhein und in den Breisgau (fielen) [sie …] unter dem schottischen Grafen Hamilton im Klettgau ein.“ Bereits am 4. Dezember 1632 war er mit 400 Reitern nach Jestetten gezogen um den Befehl den Klettgau zu plündern und zu verheeren, auszuführen. Nur durch ernstes Bitten durch den Abt des Klosters Rheinau, Eberhard III. von Bernhausen-Kempten und der Städte Zürich und Schaffhausen konnte er zum Abzug bewogen werden. Im Februar 1633 baten Rat und Bürgermeister von Zürich einen schwedischen Kommandanten und durch ihn General Horn vergeblich um Schonung des Klettgau. Die Bauern organisierten sich offensichtlich, doch im Mai 1633 schlugen französische Reiter unter Oberst Villefranche ein Bauernaufgebot bei Lottstetten und plünderten und brandschatzten danach das Land. (Siehe auch: Schweden am Hochrhein)
Im März 1633 kehrte er in die Heimat zurück und wurde sowohl in den englischen, als auch in den schottischen Kronrat (Privy Council) aufgenommen. Von 1638 bis 1641 hatte er das Staatsamt des Lordkanzlers von Schottland inne. 1638 versuchte er als königlicher Kommissar erfolglos die Church of Scotland dazu zu bewegen, das neue Gebetbuch der anglikanischen Church of England zu übernehmen. Ab 1642 hatte er das Amt des Kanzlers der Universität Glasgow inne. Am 12. April 1643 erhob ihn König Karl I. zum Duke of Hamilton, Marquess of Clydesdale, Earl of Arran und Cambridge und Lord Aven and Innerdale.
Nach Beginn des Englischen Bürgerkrieges wurde er im Dezember 1643 wegen falscher Anschuldigungen des Hochverrats inhaftiert und erst im April 1646 entlassen. 1648 sammelte er in Schottland ein Heer für Karl I. und fiel in England ein, wurde aber in der Schlacht von Preston von der zahlenmäßig unterlegenen Streitmacht Oliver Cromwells geschlagen. Wenige Tage nach der Schlacht wurde er am 25. August 1648 in Uttoxeter vom parlamentarischen General John Lambert eingeschlossen und gefangen genommen. Am 6. Februar 1649 wurde er wegen versuchter Invasion auf England angeklagt, am 6. März 1649 zum Tode verurteilt und am 9. März 1649 in London enthauptet.

## Ehe und Nachkommen
James war seit 1620 mit Lady Margaret Fielding (1613–1638), der Tochter des William Fielding, 1. Earl of Denbigh verheiratet. Mit ihr hatte er drei Kinder:
- Charles Hamilton, Earl of Arran (* um 1630; † 1640);
- Anne Hamilton, 3. Duchess of Hamilton (* 1632; † 1716) ⚭ William Douglas, 1. Earl of Selkirk (* 1634; † 1694);
- Lady Susannah Hamilton (* vor 1638; † 1694) ⚭ John Kennedy, 7. Earl of Cassillis († 1701).

Da sein einziger Sohn vor ihm gestorben war, erbte zunächst sein Bruder William Hamilton, und nachdem dieser 1651 gefallen war, seine ältere Tochter Anne den Duketitel.
Außerdem hatte er ein uneheliches Kind mit Mary Livingstone, die ihrerseits im Kindbett starb.
- Marion Hamilton (* 1638), ⚭ Sir Thomas Hay, 1. Baronet († 1666/67).

## Kunstsammlung
Hamilton sammelte venezianische Gemälde durch seinen Schwager und Agenten, Basil Fielding, 2. Earl of Denbigh, englischer Botschafter in Venedig. Ein Inventar seiner Sammlung wurde nach dem Rückzug Karls I. von London im November 1642 und vor dem 12. April 1643 erstellt. Es beinhaltete 600 Gemälde, die Hälfte venezianische Gemälde aus den Sammlungen von Bartolomeo della Nave, Prokurator Priuli und Niccolo Renieri. Über 200 Gemälde der Sammlung gelangten an den Erzherzog Leopold Wilhelm von Österreich als Statthalter der spanischen Niederlande in Brüssel. Einige Bilder gingen nach Budapest und Prag. Fünfzig der besten Bilder bildeten den Grundstock der venezianischen Gemälde des Kunsthistorischen Museums in Wien. Er tauschte und schenkte Bilder in die Sammlung des mit ihm befreundeten König Karl I.